# Carl Krebs
Carl Immanuel Krebs (Aarhus, 11 febbraio 1889 – Slagelse, 15 maggio 1971) è stato un ginnasta danese.

## Palmarès

### Olimpiadi
- 1 medaglia:
  - 1 bronzo (Stoccolma 1912 nel concorso libero a squadre)